# Masato Nakamura
Masato Nakamura (中村 正人, Nakamura Masato) est un musicien japonais né à Chōfu le 1er octobre 1958, guitariste et leader du groupe Dreams Come True, formé en 1988 avec la chanteuse Miwa Yoshida. Il forme le label "DCT Records" en 2002 pour auto-produire le groupe.
Il a composé en parallèle la musique de plusieurs publicités pour la télévision, et est notamment l'auteur des bandes sonores des premiers épisodes de la série de jeux vidéo Sonic the Hedgehog (Sonic 1 et Sonic 2).
Il épouse en juin 2008 Maki Onaga, de 29 ans sa cadette, chanteuse du groupe High and Mighty Color qu'elle quitte à cette occasion.